# Thibaud Gruel
Thibaud Gruel (Tours, 1º maggio 2004) è un ciclista su strada e ciclocrossista francese che corre per il team Groupama-FDJ.

## Palmarès

### Strada
- 2021 (Juniores, una vittoria)

1ª tappa La Philippe Gilbert Juniors (Aywaille > La Gleize)
- 2022 (Juniores, due vittorie)

Campionati francesi, Prova a cronometro Junior
4ª tappa Giro della Lunigiana (Ceparana > Casano)
- 2023 (Équipe Continentale Groupama-FDJ, una vittoria)

3ª tappa Circuit des Ardennes (Chooz > Haybes)
- 2024 (Groupama-FDJ, una vittoria)

2ª tappa Circuit des Ardennes (Auvillers-les-Forges > Hardoncelle)
- 2025 (Groupama-FDJ, due vittorie)

Prologo Boucles de la Mayenne (Espace Mayenne-Laval > Espace Mayenne-Laval, cronometro)
4ª tappa Route d'Occitanie (Saint-Gaudens > Saint-Girons)

#### Altri successi
- 2023 (Équipe Continentale Groupama-FDJ)

Classifica a punti Circuit des Ardennes
Classifica giovani Circuit des Ardennes
- 2025 (Groupama-FDJ)

Classifica giovani Boucles de la Mayenne

## Piazzamenti

### Classiche monumento
- Milano-Sanremo

2025: 97º

### Competizioni mondiali
- Campionati del mondo

Wollongong 2022 - Cronometro Junior: 10º
Wollongong 2022 - In linea Junior: 7º

### Competizioni continentali
- Campionati europei

Anadia 2022 - Cronometro Junior: 7º
Anadia 2022 - Staffetta Junior: 4º
Anadia 2022 - In linea Junior: 30º
Drenthe 2023 - In linea Under-23: 18º